# 1969 في النرويج
فيما يلي قوائم الأحداث التي وقعت خلال عام 1969 في النرويج.

## سياسة

### انتهاء فترة المنصب
- 1 يناير – أينار غارهاردسن عضو برلمان النرويج  [لغات أخرى]‏.

## مواليد

### يناير
- 1 يناير – فريدريك ستين

### مارس
- 3 مارس – إريك هوفتون لاعب كرة قدم نرويجي.
- 13 مارس – لارس مايكلسين درّاج طريق دنماركي.

### أبريل
- 10 أبريل – كريستين مولديستاد لاعبة كرة يد نرويجية.

### مايو
- 24 مايو – إرلند لو روائي نرويجي.

### يونيو
- 1 يونيو – سيف ينسن سياسية نرويجية.
- 10 يونيو – روني يونسن لاعب كرة قدم نرويجي.
- 24 يونيو – سيسيل كايركيبو مغنية نرويجية.

### سبتمبر
- 1 سبتمبر – هنينغ بيرغ لاعب كرة قدم نرويجي.
- 29 سبتمبر – توره بيدرسن لاعب كرة قدم نرويجي.

### ديسمبر
- 3 ديسمبر – هالفارد هانيفولد لاعب بياثلون نرويجي.
- 11 ديسمبر – ستيغ إنغي بيورنبيي لاعب كرة قدم نرويجي.

## وفيات

### يونيو
- 1 يونيو – إيفار بالانغروود (مواليد 1904) متزلج سريع نرويجي.

### أكتوبر
- 12 أكتوبر – سونيا هيني (مواليد 1912)